# 基斯通海茨
基斯通海茨（英語：Keystone Heights）是美国佛罗里达州克萊縣下属的一座城市。建立于1925年。面积约为12平方公里（约合4.6平方英里）。根据2010年美国人口普查，该市有人口1,517人。论人口在本州排行第308。